# Brétigny-sur-Orge
Brétigny-sur-Orge je južno predmestje Pariza in občina v osrednjem francoskem departmaju Essonne regije Île-de-France. Leta 2011 je naselje imelo 24.264 prebivalcev.

## Geografija
Naselje leži v osrednji Franciji ob reki Orge 17 km južno od Palaiseauja in 27 km od središča Pariza.

## Administracija
Brétigny-sur-Orge je sedež istoimenskega kantona, v katerega so poleg njegove vključene še občine Leudeville, Marolles-en-Hurepoix, Le Plessis-Pâté in Saint-Vrain s 37.535 prebivalci. Je del okrožja Palaiseau.

## Zanimivosti
- Cerkev sv. Petra, omenjena leta 1030, opustošena med stoletno vojno, obnovljena v 15. in 16. stoletju, leta 1977 uvrščena na seznam zgodovinskih spomenikov Francije.